# Août 1972

## Évènements
- France : début de l'affaire du talc Morhange.

- 2 août : union de la Libye avec l’Égypte et la Syrie, au sein de l'Union des républiques arabes, rompue dans les faits le 1er décembre 1973.
- 10 - 11 août (Colorado) : Valley Curtain est mis en place par Christo et Jeanne-Claude. Le rideau safran est arraché après une journée d'exposition à cause d'un vent atteignant 100 km/h.
- 13 août (Formule 1) : Grand Prix automobile d'Autriche.
- 29 août : promulgation de la loi martiale à Madagascar.

## Naissances
- 3 août : Sandis Ozoliņš, hockeyeur letton
- 6 août : Geri Halliwell, musicienne des Spice Girls
- 9 août : Juanes (Juanes Estebán Aristizabal Vásquez), chanteur colombien (La camisa negra…)
- 10 août : Angie Harmon, actrice américaine.
- 14 août : Laurent Lamothe, homme politique haïtien.
- 15 août : Ben Affleck, acteur américain.
- 25 août : Lucas Ayaba Cho, militant séparatiste camerounais.
- 27 août : The Great Khali catcheur à la WWE .
- 30 août : 
  - Cameron Díaz, actrice américaine.
  - Moustapha Adib, homme d'État libanais, Premier ministre du Liban depuis 2020.

## Décès
- 5 août : Mezz Mezzrow, clarinettiste et saxophoniste de jazz américain (° 9 novembre 1899).
- 9 août : Hector Martin, coureur cycliste belge (° 26 décembre 1898).
- 16 août : Pierre Brasseur, acteur et réalisateur de cinéma français (° 1905).
- 27 août : Angelo Dell'Acqua, cardinal italien, vicaire général de Rome (° 9 décembre 1903).
- 28 août : René Leibowitz, compositeur, théoricien et chef d'orchestre (° 17 février 1913).